# Государственный реестр средств измерений
Государственный реестр средств измерений — особый документ, который предназначен для регистрации типов средств измерений. Имеет статус государственного документа, удостоверяющего, что зарегистрированное средство измерений и его изготовитель прошли необходимые формальные и существенные (по существу) проверочные процедуры, на основании которых данное средство измерений включено в список измерительных устройств, для которых установлены официальные технические нормативы и правила метрологической поверки.

## Ответственная организация
Федеральное агентство по техническому регулированию и метрологии РФ, с подведомственными учреждениями, такими как
ФГУП Всероссийский научно-исследовательский институт метрологической службы Федерального агентства по техническому регулированию и метрологии РФ.

## Разделы Государственного реестра средств измерений
Источник: Правила по метрологии ПР 50.2.011-94 «Порядок ведения Государственного реестра средств измерений».
- средства измерений, типы которых утверждены Ростехрегулированием
- свидетельства об утверждении типа средств измерений
- средства измерений военного назначения, типы которых утверждены Ростехрегулированием
- единичные экземпляры средства измерений, типы которых утверждены Ростехрегулированием
- государственные центры испытаний средств измерений, аккредитованные Ростехрегулированием

## Цели
- учёт средств измерений утверждённых типов и создания централизованных фондов информационных данных о средствах измерений, допущенных к производству, выпуску в обращение и применению в Российской Федерации
- регистрация аккредитованных государственных центров испытаний средств измерений
- учёт выданных сертификатов об утверждении типа средств измерений и аттестатов аккредитованных государственных центров испытаний средств измерений;
- учёт типовых программ испытаний средств измерений для целей утверждения типа
- организация информационного обслуживания заинтересованных юридических и физических лиц, в том числе национальных метрологических служб стран, принимающих участие в сотрудничестве по взаимному признанию результатов испытаний и утверждения типа средств измерений